# Chorebus abnormiceps
Chorebus abnormiceps är en stekelart som först beskrevs av Nixon 1946.  Chorebus abnormiceps ingår i släktet Chorebus och familjen bracksteklar. Arten är reproducerande i Sverige. Inga underarter finns listade i Catalogue of Life.